# ABC (Cuba)
El ABC fue una organización política de Cuba fundada en 1931, en oposición al gobierno autoritario del General Gerardo Machado. Estaba compuesto por un sistema de células clandestinas, en la cual cada miembro debía supervisar otra célula del siguiente nivel. La primera célulal fue nombrada A; la siguiente B; luego C, etc.
El ABC se hizo prominente rápidamente diseminando propaganda y cometiendo actos terroristas. El grupo aceptó la invitación del embajador de EE. UU. Sumner Welles para participar en un nuevo gobierno, siendo derrocado dicho gobierno menos de un mes después y pasando a ser nuevamente oposición durante el Gobierno de los Cien Días.

## Fundación
El ABC fue fundado, en octubre de 1931, por un grupo que se había estado reuniendo durante un año en la oficina del Dr. Juan Andrés Lliteras. El miembro más destacado fue el abogado Joaquín Martínez Sáenz (A-1). Pronto fueron invitados a unirse Jorge Mañach y Francisco Ichaso. La membresía del grupo era predominantemente de clase media, incluyendo estudiantes y profesionales. Otros miembros destacados fueron Carlos Saladrigas Zayas, Ramón Hermida, Alfredo Botet, y Pedro López Dorticós. El sargento Fulgencio Batista era miembro del ABC antes del 4 de septiembre de 1933. José Francisco Martí Zayas Bazán fue vicepresidente del ABC antes de 1934.
Las células tenían aproximadamente siete miembros, Cada uno de los cuales podía liderar otra célula inferior. Los miembros de la organización sólo conocían a su líder y a la célula inferior. El sistema alfabético de células le dio su nombre a la organización.
Cada miembro individual era identificado con una secuencia de números junto a la letra. Los miembros de la célula A eran numerados A1, A2, A3, etc. Le otorgaban un número como primer dígito para la célula siguiente. Por ejemplo, la célula liderada por A3 enía como miembros a B31, B32, B33, etc.

## Terrorismo
La organización tomó crédito por numerosos ataques terroristas, como asesinatos y atentados con bombas. Sus principales objetivos eran oficiales de policía y del ejército del gobierno de Gerardo Machado, incluso cometieron varios asesinatos importantes, como el del Presidente del Senado Clemente Vázquez Bello en 1932. El ABC orquestó un plan para asesinar a Machado con bombas en el funeral de Vázquez Bello (para eso lo mataron) en el Cementerio de Colón en La Habana, pero la familia del muerto hizo el funeral en Santa Clara, Las Villas, y el plan fracasó.
A comienzos de 1932, el gobierno creó una policía secreta, llamada "la Porra", que reprimió la oposición muy violentamente. Dicha represión debilitó todavía más al régimen de Machado y fortaleció la posición del ABC.
El ABC mantuvo un contacto cercano con el grupo de estudiantes radicales, el Directorio Estudiantil Universitario. El líder estudiantil Eduardo Chibás escribió que los estudiantes a veces ejecutaban las misiones de colocar bombas, mientras el ABC proveía los fondos y el equipamiento, así como tomar crédito por las acciones terroristas.

## Manifiesto e ideología

Insignia del ABC, tal y como aparecía en su programa-manifiesto de 1932

En 1932, el ABC lanzó un Programa-Manifiesto, escrito principalmente por Martínez Sáenz, Mañach, e Ichaso. El Manifiesto llamó a hacer determinadas reformas, incluyendo el sufragio femenino, los derechos de los trabajadores (sindicatos, jornada de ocho horas, derecho a huelga, pensiones), la eliminación de los latifundios a través de impuestos, y la creación de cooperativas. También reclamaba la creación de un Banco Nacional de Cuba.
Aunque de amplio alcance, el programa del ABC ha sido descrito como más pragmático y realista que los de otros grupos de la oposición de la misma época. El ABC fue tildado en ocasiones, especialmente por el Partido Comunista de Cuba) como fascista, elitista, o cripto-imperialista. El embajador británico John J. Broderick relató su "sorpresa de escuchar a profesores universitarios, abogados y doctores de gran educación e inteligencia intentando justificar los atentados nocturnos con bomba en la capital y sus alrededores, pues servían para mantener vivo en el pueblo ese espíritu de intranquilidad y revuelta hasta que su hubiesen preparado mejores planes para lanzar ataques sistemáticos más directos contra la maquinaria del Gobierno."
El ABC declaró su oposición tanto al comunismo como al fascismo. Su bandera verde contrastaba notablemente con los colores gris, negro, y azul de los partidos derechistas de la Europa contemporánea, y su logo inspirado en la Estrella Judía intentaba connotar la persecución a la que fueron sometidos.

## Revolución de 1933–1934
Para inicios de 1933, el ABC había alcanzado su pico de popularidad, y su bandera verde ondeaba en muchos lugares.
Contrario a su postura contra el intervencionismo de EE. UU., el ABC aceptó participar en las negociaciones con el embajador estadounidense Sumner Welles, provocando la separación de una rama de línea dura llamada ABC Radical. La participación del ABC le dio mayor credibilidad a las negociaciones. El grupo logró la liberación de sus militantes encarcelados, amenazando a Welles dos veces con retirarse de las negociaciones, quien presionó a Machado para vaciar las prisiones. Welles escribió sobre el ABC en un telegrama a Washington, el 1 de julio de 1933: "Los representantes de esa organización son inteligentes y está bien dispuestos, y yo tengo esperanzas de que, al menos durante algunas semanas, la organización puede ser mantenida a raya."
Cuando, en medio de una huelga general desde el 5 de agosto de 1933 en La Habana que se extendió todo el país, Welles presionó exitosamente al presidente Gerardo Machado para que renunciara el 12 de agosto de 1933, el ABC solicitó cuatro posiciones en el gabinete del nuevo gobierno de Carlos Manuel de Céspedes y Quesada. Obtuvo dos: Martínez Sáenz como Secretario del Tesoro, y Carlos Saladrigas y Zayas como Secretario de Justicia.
El Gobierno Provisional de Céspedes fue derrocado por Revuelta de los Sargentos del 4 de septiembre de 1933. Uno de los sargentos golpistas, Fulgencio Batista, era miembro del ABC. En los años precedentes, Batista había espiado para el ABC mientras servía como sargento-taquígrafo. El ABC Radical (mayor parte del ABC) retiró su apoyo al Gobierno de los Cien Días el 24 de octubre de 1933, y sólo una pequeña facción del ABC siguió apoyando al gobierno.
El 8 y 9 noviembre de 1933, el ABC y un grupo de militares y policías participaron en una revuelta fallida contra el Gobierno de los Cien Días encabezado por el presidente Ramón Grau San Martín. A pesar del caos de aquellos tiempos, muchos grupos incluyendo una pequeña facción del ABC, el Partido Comunista, y las fuerzas armadas controladas por el coronel Batista, apoyaron al gobierno. Los rebeldes se retiraron al Castillo de Atarés, donde resistieron por algunas horas, hasta rendirse. Esta derrota, y la confusa explicación que dio el ABC sobre sus motivos para rebelarse, destruyó permanentemente la credibilidad del grupo.

## Decadencia y disolución
El ABC continuó existiendo como partido político, pero fue perdiendo influencia rápidamente. Participó en la Asamblea Constituyente de 1939-1940, junto a otros varios partidos de la época. Se disolvió finalmente en 1952, tras un nuevo Golpe de Estado de Fulgencio Batista.

## Numismática
En 1934, se introdujo un nuevo Peso de plata. El Secretario del Tesoro Sáenz era miembro del ABC y sugirió nombrarlo como el grupo. Desde entonces, los coleccionistas han usado ese término para dicha moneda.

### Noticias
- Arthur Evans. “Rioters in Havana Shoot ‘Porristas’: 60 Are Slain”. Chicago Tribune. 14 August 1933, p. 1.

- Arthur Evans. "Cuba is Terrorized Anew: Troops Battle Rioting Mobs in Several Cities: Uprising Reported in Ranks of Army". Chicago Tribune. 21 September 1933, p. 1.

- "Revolt Flares Anew in Cuba; Bomb Havana". Chicago Tribune (via New York Times). 9 November 1933.

- Edmund A. Chester. "Retaliation in Cuba is Feared: ABC Leaders, Beset in Sunday's Parade by Machine Gunners, Expected to Strike; 15 Dead". Prescott Evening Courier (AP), 18 June 1934, p. 1.

- Datos: Q48783116